# Estación de Álvarez de Villaamil
Álvarez de Villaamil es una estación de la línea ML-1 de la red de Metro de Madrid, perteneciente al Metro Ligero, ubicada en la calle del Príncipe Carlos, en el área residencial de Sanchinarro del barrio de Valdefuentes (Hortaleza). La estación fue inaugurada el 24 de mayo de 2007 y es una de las cuatro estaciones de la línea que se encuentra en superficie. Su nombre viene del exalcalde de Madrid Sergio Álvarez de Villaamil.
Su tarifa corresponde a la zona A según el Consorcio Regional de Transportes.

## Accesos
- Príncipe Carlos C/ Príncipe Carlos, s/n (frente al n.º 28)

## Líneas y conexiones

### Metro Ligero
| << cabecera        | < estación    | línea | estación >    | cabecera >> |
| ------------------ | ------------- | ----- | ------------- | ----------- |
| Pinar de Chamartín | Antonio Saura |       | Blasco Ibáñez | Las Tablas  |

### Autobuses
| Diurnos |                               |                                                |
| Línea | Destino                       | Parada                                         |
| 170 | Sanchinarro                   | 4221 ÁLVAREZ DE VILLAAMIL (C/ Príncipe Carlos) |
| 170 | Arroyo del Fresno             | 5121 PRÍNCIPE CARLOS-ALC. ÁLVAREZ VILLAAMIL    |
| Nocturnos |                               |                                                |
| Línea | Destino                       | Parada                                         |
| N1 | Sanchinarro Plaza de Cibeles# | 4221 ÁLVAREZ DE VILLAAMIL (C/ Príncipe Carlos) |
| # La línea N1 realiza un circuito neutralizado por la zona de Sanchinarro, con lo cual, aunque técnicamente la línea en la parada 4221 indica destino Sanchinarro, los viajeros con destino Plaza de Cibeles pueden subir al autobús en esta parada sin tener que volver validar el título de transporte en la cabecera de Sanchinarro. |                               |                                                |